# ピエン (小惑星)
ピエン (2816 Pien) は小惑星帯にある小惑星。

## 概要
1982年にエドワード・ボーエルがローウェル天文台のアンダーソン・メサ観測所で発見した。ベルギーの気象学者・アマチュア天文家のジャン・メーウスの提案を受けた発見者のボーエルによって、ユックルにあるベルギー王立気象研究所のArmand Pienにちなんで名付けられた。Pienはベルギーで30年以上にわたってテレビで天気予報の解説をしたほか、気象学や天文学の普及に努めた。